# 野上房忠
野上 房忠（のがみ ふさただ）は、戦国時代の武将。陶氏の家臣。周防国守護代・陶興房の小守護代。

## 生涯
陶氏の家臣である野上政通の子として生まれる。
陶氏に仕え、陶興房の偏諱を受け「房忠」を名乗る。また、周防守護代であった陶興房・隆房（晴賢）父子の2代に渡って小守護代を務め、周防都濃郡野上庄を領した。
天文20年（1551年）の大寧寺の変では、陶隆房の命により、筑前国花尾城に拠った相良武任や杉興運を攻撃し、自害に追い込む。
天文24年（弘治元年、1555年）には、大内義長から周防熊毛郡伊保庄佐賀村98石、佐波郡富海保46石、佐波郡三田尻58石、都濃郡富田中村13石5斗の地と、寺社領人給を除く長門国厚狭郡吉田一方地等の代官職を与えられた。
同年の厳島の戦いの際には、吉見正頼に対する備えとして、長門渡川城の守備についた。厳島の戦いで陶晴賢が自害し、毛利元就による防長経略が始まって以後も、同族の野上道友と共に渡川城の守備を行っており、吉見正頼の攻撃を防いだが、次第に劣勢となったため、渡川城から山口に移り大内義長と合流した。
毛利元就による攻撃を受け、寡兵ながら高嶺城に拠ってよく防いだが、結局小郡から山陽道伝いに長門長府に逃れ、内藤隆世の且山城に入った。この時、房忠は陶長房の遺児・鶴寿丸を背負って従っていたという。
しかし、すぐに且山城も福原貞俊によって包囲され、内藤隆世は大内義長の助命を条件に開城し自害したが、義長も長福院に入った後に自害させられた。最後まで大内義長の供をしていた房忠も、鶴寿丸を刺し殺した後に自害した。辞世の句は「生死を断じ去って 寂寞として声なし 法海風潔く 真如月明らかなり」。
房忠の嫡子・左兵衛は、房忠の死去時に4、5歳だったが、元服後に毛利輝元に召し出されて「元」の一字を与えられ、野上元雅（孫右衛門）と名乗った。以後毛利氏に仕え、寛永7年9月5日（1630年10月10日）に死去している。